# Белфаст (Мен)
Белфаст (англ. Belfast) — місто (англ. city) в США, в окрузі Волдо штату Мен. Населення — 6938 осіб (2020).

## Географія
Белфаст розташований за координатами 44°25′33″ пн. ш. 69°1′35″ зх. д. / 44.42583° пн. ш. 69.02639° зх. д. (44.425874, -69.026418).  За даними Бюро перепису населення США в 2010 році місто мало площу 99,37 км², з яких 88,16 км² — суходіл та 11,20 км² — водойми.

## Демографія
Згідно з переписом 2010 року, у місті мешкало 6668 осіб у 3049 домогосподарствах у складі 1729 родин. Густота населення становила 67 осіб/км².  Було 3582 помешкання (36/км²).
Расовий склад населення:
| - 96,7 % — білих - 0,5 % — чорних або афроамериканців - 0,4 % — корінних американців - 0,4 % — азіатів |

До двох чи більше рас належало 1,8 %. Частка іспаномовних становила 1,2 % від усіх жителів.
За віковим діапазоном населення розподілялося таким чином: 19,9 % — особи молодші 18 років, 58,2 % — особи у віці 18—64 років, 21,9 % — особи у віці 65 років та старші. Медіана віку мешканця становила 46,9 року. На 100 осіб жіночої статі у місті припадало 85,8 чоловіків;  на 100 жінок у віці від 18 років та старших — 80,7 чоловіків також старших 18 років.
Середній дохід на одне домашнє господарство  становив 56 753 долари США (медіана — 35 946), а середній дохід на одну сім'ю — 65 414 долари (медіана — 51 438). Медіана доходів становила 39 740 доларів для чоловіків та 33 144 долари для жінок. За межею бідності перебувало 25,3 % осіб, у тому числі 36,2 % дітей у віці до 18 років та 9,0 % осіб у віці 65 років та старших.
Цивільне працевлаштоване населення становило 2688 осіб. Основні галузі зайнятості: освіта, охорона здоров'я та соціальна допомога — 24,7 %, мистецтво, розваги та відпочинок — 14,4 %, науковці, спеціалісти, менеджери — 13,7 %.